# Ахслит
Ахслит или Схлит (осет. Æхслит; груз. სხლითი — Схлити) — село в Закавказье. Расположено в Знаурском районе Южной Осетии, фактически контролирующей село; согласно юрисдикции Грузии — в Карельском муниципалитете.

## География
Расположено к юго-востоку от райцентра Знаур.

## Население
Село населено этническими осетинами. По переписи 1989 года из 55 жителей осетины составили 100 %. После событий начала 1990-х гг. село в основном опустело.

## Топографические карты
- Лист карты K-38-64 Цхинвали. Масштаб: 1 : 100 000. Состояние местности на 1987 год. Издание 1989 г.